# Marie-Eve Drolet
Marie-Eve Drolet (n. 3 februarie 1982, Chicoutimi⁠(d), provincia Québec, Canada) este o sportivă ce a reprezentat Canada, medaliată olimpică. A participat la 2 ediții ale Jocurilor Olimpice (2002, 2014) în care a câștigat o medalie de argint și o medalie de bronz.